# Logogram

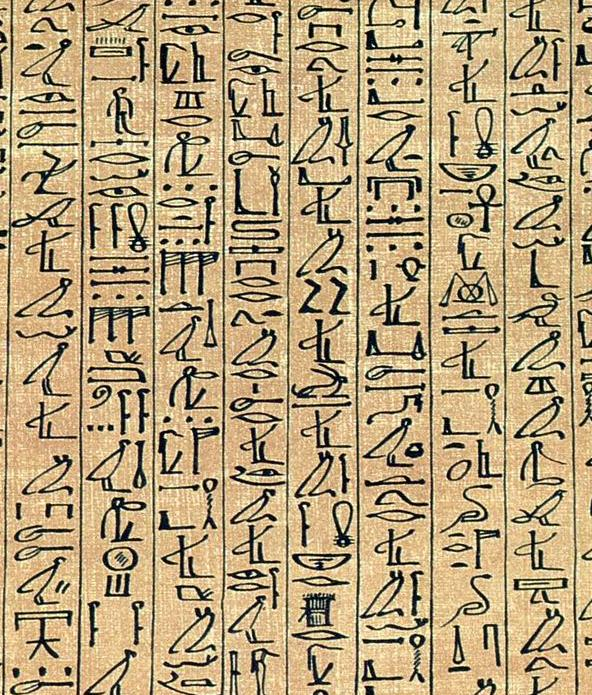
Logogramy

Logogram (gr. logos „słowo” + gr. gramma  „odcisk, znak”) – znak lub symbol reprezentujący słowo bądź wyrażenie. Używane były w starożytnych systemach pisma (np. hieroglify).